# Pomník mistra Jana Husa (Jičín)
Pomník mistra Jana Husa v Jičíně byl postaven roku 1872, a je tak nejstarším Husovým pomníkem v českých zemích.
Autorem pískovcového pomníku je sochař Antonín Sucharda z Nové Paky.
Pomník tvoří kamenný podstavec, na němž je socha Mistra Jana v životní velikosti. Podoba sochy odpovídá romantickému pojetí protestantského kazatele: Hus je  oděn do taláru se širokým límcem a rukávy, dívá se k nebi a pravou ruku zdvihá mírně vzhůru, v levé ruce pak drží Bibli; na hlavě má baret, který zakrývá delší kudrnaté vlasy, tvář má porostlou plnovousem. Na přední straně kamenného podstavce je vytesaný a zlatým písmem provedený nápis: „Vděčné památce Mistra Jana Husa občanstvo Jičínské 1872“, v horní části piedestalu je podpis autora Antonína Suchardy.
Většina financí na stavbu pomníku byla získána při občanské sbírce; město Jičín na pomník přispělo pouze nevelkým obnosem 20 zlatých. Pomník byl slavnostně odhalen 7. července 1872. V dalších letech se u pomníku pravidelně v předvečer dne Husova upálení konala vzpomínková setkání.
Roku 1958 byl pomník prohlášen za kulturní památku.